# 124 (tal)
124 (hundratjugofyra eller etthundratjugofyra) är det naturliga talet som följer 123 och som följs av 125.

## Inom matematiken
- 124 är ett jämnt tal.
- 124 är ett ikosidigontal
- 124 är ett ikosaedertal

## Inom vetenskapen
- 124 Alkeste, en asteroid